# Barbara Fontanesi
Barbara Fontanesi (Cadelbosco di Sopra, 13 marzo 1968) è un'ex pallavolista italiana.
Comincia la sua carriera come schiacciatrice, in questo ruolo diventa titolare nella squadra della Nazionale femminile di pallavolo dell'Italia, per poi cambiare ruolo e diventare palleggiatrice.
Nel ruolo di schiacciatrice ha raggiunto importanti traguardi, conquistando la prima medaglia della storia della pallavolo italiana ai Campionati Europei di Stoccarda e la medaglia d'oro ai Giochi del Mediterraneo. Con il Volley Modena ha inoltre vinto una Coppa Italia e disputato una finale scudetto. In seguito al cambio di ruolo, come palleggiatrice e sempre con il Volley Modena, ha conquistato due Coppe delle Coppe e disputato tre finali scudetto.

## Biografia

### Carriera Sportiva
Inizia in giovane età nella Cadelboschese, squadra della sua città natale, con cui ottiene diverse promozioni dalla prima divisione alla serie D fino ad esordire nel 1984 in serie A2 all’età di 16 anni con la società Arbor Reggio Emilia coi cui ottiene una storica promozione in serie A1.
Dopo un triennio con la maglia della società reggiana, nel campionato 1987/88 viene ingaggiata dal Volley Modena, con cui conquista subito una finale scudetto ed una Coppa Italia. Rimane nella società modenese per 9 anni.
Nel 1991 all’età di 23 anni, di ritorno dai Campionati Europei del 1991 di pallavolo, decide di cambiare ruolo e di passare dal ruolo di schiacciatrice a quello di palleggiatrice, mantenendo il ruolo di giocatrice titolare in campo. Sceglie come mentore e personal coach Francesco Dall'Olio.  Da palleggiatrice con il Volley Modena conquista 2 Coppa CEV (1995 e 1996) e tre finali scudetto.
Nella stagione 1996-97 si trasferisce a Palermo nella società Rio Casamia in serie A2 con la quale sfiora la promozione in serie A1. Nel 1997 – 99 ritorna in serie A1 vestendo la maglia della PVF Parmalat Matera. Termina la sua carriera nel 2000 al Centro Ester Pallavolo sostituendo per tre mesi Sabrina Bertini, impegnata con la Nazionale Italiana.

#### Nazionale
Vanta 62 presenze nella Nazionale femminile di pallavolo dell'Italia, in cui fa il suo esordio il 4 giugno 1989 a Rho (Italia – All stars 3-0)
Con le azzurre vince un oro ai Giochi del Mediterraneo (1991), ed uno storico bronzo agli Europei del 1989 in Germania, prima medaglia in assoluto per la nazionale femminile di pallavolo.
Nel curriculum della reggiana c'è anche il 4º posto ai campionati Europei di Roma del 1991.

### Carriera extra sportiva
Dopo la carriera agonistica, dal 2008 si dedica allo sport in modo trasversale: è allenatrice di pallavolo giovanile, fondatrice e direttrice artistica dell’associazione Fuori Campo, con cui promuove progetti a rilevanza nazionale, tra cui la partecipazione a EXPO 2015 e collaborazioni con la Fondazione Don Milani. 
Con Fuori Campo 11 promuove inclusione sociale, cittadinanza attiva e cultura sportiva attraverso eventi, progetti educativi e attività sul territorio. Tra le iniziative principali c'è il Festival Sportivamente , che anima le città con eventi gratuiti dedicati allo sport e all'inclusione, coinvolgendo atleti paralimpici, scuole e famiglie.
Con l'associazione è ideatrice del progetto Fuoriclasse, patrocinato dal Dipartimento per le Politiche della Famiglia della Presidenza del Consiglio dei ministri, che utilizza lo sport e il gioco di squadra per contrastare l'abbandono scolastico. Dal progetto è nato il libro "Fuoriclasse. Una risposta innovativa al fenomeno del drop out scolastico".
È riconosciuta per le sue capacità manageriali, relazionali e organizzative, con particolare attenzione al ruolo delle donne nello sport alla loro transizione post-carriera. Nel 2019 fonda Hurrà Academy, un progetto educativo per bambini dai 6 agli 11 anni che integra sport, arte e inclusione, con il patrocinio della Fondazione Don Milani.
È stata Presidente della Consulta dello Sport di Sassuolo (2022–2024)
Per Linea Radio dal 2025 conduce il podcast "Sportivamente", dedicato al valore sociale, educativo e umano dello sport con approfondimenti che mostrano come lo sport possa essere uno strumento di crescita, benessere e partecipazione in campo e nella vita. 